# Шельфовий льодовик

Провідні шельфові льодовики Антарктиди
Росса(472960 km²)
Ронне-Фільхнера(422420 km²)
Еймері(62620 km²)
Ларсена(48600 km²)
Рісер-Ларсена(48180 km²)
Фімбул(41060 km²)
Шаклетона(33820 km²)
Георга VI(23880 km²)
Західний(16370 km²)
Вілкінса(13680 km²)

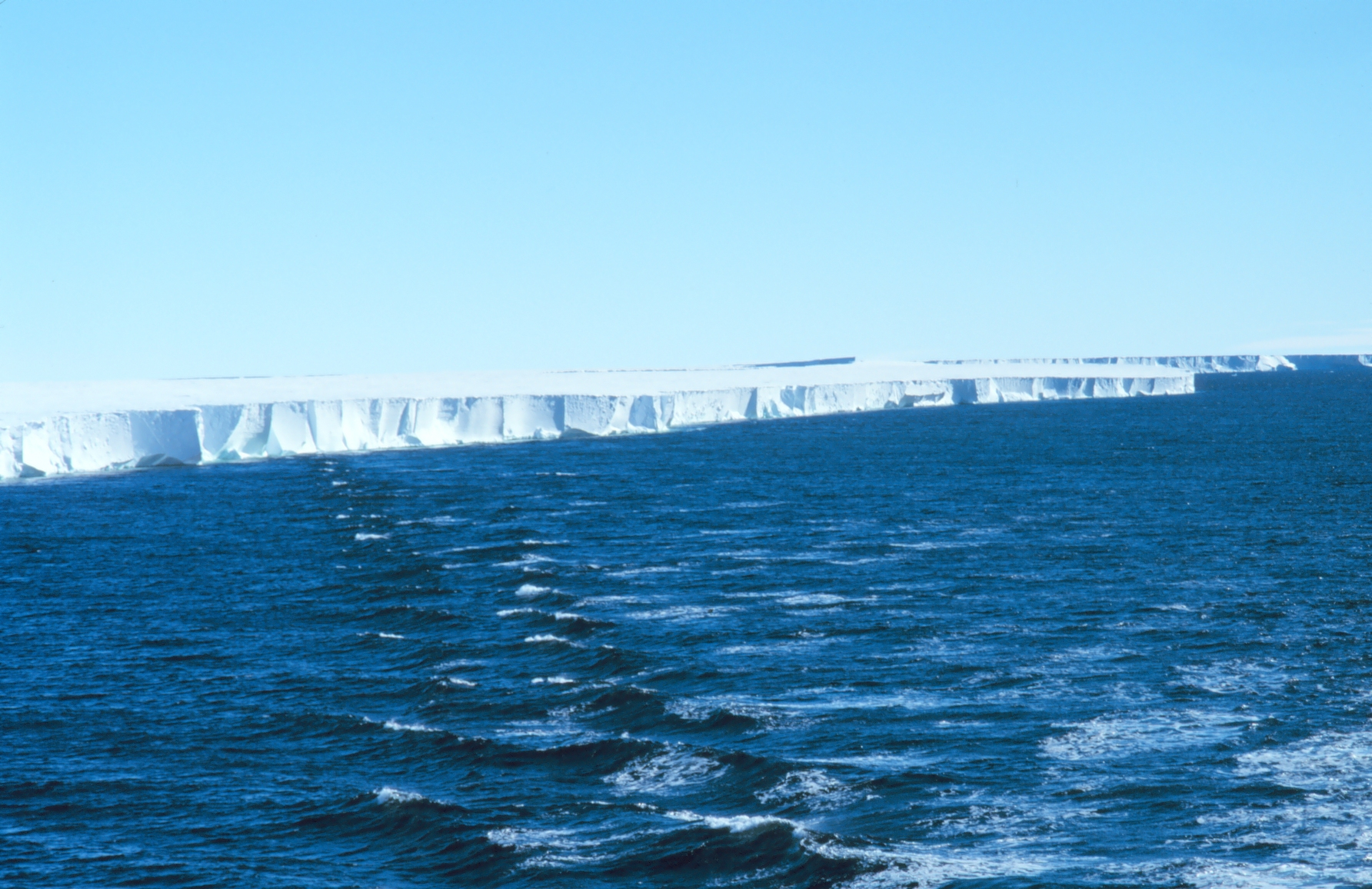
Шельфовий льодовик Росса

Ше́льфовий льодови́к — маса льоду, продовження льодовикового щита або льодовика, що прямує до узбережжя або до поверхні океану.

## Загальний опис
Зустрічаються в Антарктиді, Гренландії, Канаді. Межа між плавучим шельфовим льодовиком і наземним живлячим (маючим підмурівок) льодовиком, є береговою лінією. При відступі берегової лінії до суходолу, вода надходить в океан, і рівень моря підвищується.
На відміну від шельфового льоду морський лід утворюється у воді, набагато тонше, існує на всій акваторії Північного Льодовитого океану і в Південному океані навколо Антарктиди.
Шельфовий льодовик постійно рушить під дією гравітації у горизонтальному напрямку від океанічного узбережжя до шельфу. Провідним механізмом втрати маси з шельфових льодовиків є айсберги, які відколюються від льодовика з шельфового боку. Як правило, минають роки або десятиліття між надходженням льоду до берегової лінії і його відколюванням. Накопичення снігу на верхній поверхні і плавлення під нижньою поверхнею мають також важливе значення для балансу маси шельфового льодовику.
Товщина сучасних шельфових льодовиків коливається від 100 до 1000 метрів. На відміну від звичайної криги, він щільніше і тільки близько 1/9 обсягу плавучого льоду знаходиться над поверхнею океану. Найбільшими у світі шельфовими льодовиками є Шельфовий льодовик Росса і Шельфовий льодовик Ронне-Фільхнера.
Термін Шельфовий льодовик використовується також для льоду над підльодовиковими озерами, на кшталт озера Восток.

## Канадські шельфові льодовики
Канадські шельфові льодовики, сповзають з острова Елсмір і знаходиться північніше 82°N. Вони мають поділ на Шельфовий льодовик Альфред Ернест, Шельфовий льодовик Мілн, Шельфовий льодовик Ворд Хант, Шельфовий льодовик Сміт. Шельфовий льодовик Айлес зруйнувався у 2005, Шельфовий льодовик М'Клінток (M'Clintock) у 1963, Шельфовий льодовик Мархам у 1966.

## Антарктичні шельфові льодовики
44 % антарктичного узбережжя має шельфові льодовики, загальною площею 1541700 км ².

## Вплив глобального потепління клімату
Учені з Лабораторії реактивного руху NASA провели дослідження, під час якого встановили, що стоншення та відколювання льоду з 1997 року зменшило масу шельфових льодовиків Антарктиди на 12 трлн тонн. Станом на серпень 2020 року лише через відколювання льоду втрата крижаного щита континенту становила близько 37 тис. кв км. Такі цифри майже дорівнюють площі Швейцарії.